# Flower of Scotland
Flower of Scotland (Gaelski Flùr na h-Alba;hrv. Škotski cvijete) neslužbena je himna Škotske. Uz nju, posebno mjesto zauzima i starija himna Scotland the Brave. Flower of Scotland napisao je 1967. godine Roy Williamson iz glazbene skupine The Corries. Tekst pjesme govori o pobjedi Škota, koje je predvodio kralj Robert Bruce, nad engleskim kraljem Edvard II., u bitki kod Bannockburna 1314. godine.

## Tekst pjesme

### Engleski izvornik
O Flower of Scotland,

When will we see,

Your like again,

That fought and died for,

Your wee bit Hill and Glen,

And stood against him,

Proud Edward's Army,

And sent him homeward,

Tae think again. 
The hills are bare now,

And autum leaves lie thick and still,

O'er land that is lost now,

Which those so dearly held,

And stood against him,

Proud Edward's Army,

And sent him homeward,

Tae think again. 
Those days are past now,

And in the past 

They must remain,

But we can still rise now,

And be the nation again,

That stood against him,

Proud Edward's Army,

And sent him homeward,

Tae think again.

### Prijevod na škotski gaelski
O Fhlùir na h-Alba,

cuin a chì sinn

an seòrsa laoich

a sheas gu bàs 'son

am bileag feòir is fraoich,

a sheas an aghaidh

feachd uailleil Iomhair

's a ruaig e dhachaidh

air chaochladh smaoin?
Na cnuic tha lomnochd

's tha duilleach Foghair

mar bhrat air làr,

am fearann caillte

dan tug na seòid ud gràdh,

a sheas an aghaidh

feachd uailleil Iomhair

's a ruaig e dhachaigh

air chaochladh smaoin.

Tha 'n eachdraidh dùinte

ach air dìochuimhne

chan fheum i bhith,

is faodaidh sinn èirigh

gu bhith nar Rìoghachd a-rìs

a sheas an aghaidh

feachd uailleil Iomhair

's a ruaig e dhachaidh

air chaochladh smaoin.
O Fhlùir na h-Alba,

cuin a chì sinn

an seòrsa laoich

a sheas gu bàs 'son

am bileag feòir is fraoich,

a sheas an aghaidh

feachd uailleil Iomhair

's a ruaig e dhachaidh

air chaochladh smaoin?